# Lena Willemark
Lena Willemark est une violoniste et chanteuse suédoise de jazz et de musique traditionnelle, née en 1960 à Evertsberg, Dalarna.
Lena Willemark grandit dans un petit village de montagne où elle apprend la musique traditionnelle et le violon. À 18 ans, elle déménage à Stockholm où elle étudie à l'École royale supérieure de musique de Stockholm, et se passionne pour le jazz vocal. Ces deux influences sont les principales caractéristiques de sa musique.
En 1989, elle sort un album solo, Nar Som Graset Det Vajar, qui remporte le prix de la critique en Allemagne. Dans les années 90, elle collabore avec le multi-instrumentiste suédois Ale Möller. Elle collabore aussi régulièrement avec ses compatriotes Bobo Stenson et Palle Danielsson.

## Discographie
- När som gräset det vajar, 1989
- Nordan, 1993
- Agram, 1996
- Frifot, 1998
- Windogur, 2000
- Älvdalens Elektriska, 2006